# Sekou Doro Adamou
 (avril 2021).
Sekou Doro Adamou (né le 23 octobre 1970 à Niamey) est un homme politique nigérien. Il est, depuis avril 2021, le ministre de la Jeunesse et du Sport du Niger.

## Biographie
À la suite de l'élection de Mohamed Bazoum comme nouveau président du Niger le 21 février 2021, le 7 avril 2021, Sekou Doro Adamou est nommé ministre de la Jeunesse et du Sport de son premier gouvernement, le Gouvernement Ouhoumoudou Mahamadou.